# Willys Station Wagon
Der Willys Station Wagon, ab 1963 Jeep Station Wagon, wurde im Juli 1945 eingeführt und unverändert auch 1946 und 47 von Willys-Overland und Kaiser Jeep Corporation in den Vereinigten Staaten gebaut. Der Station Wagon wurde Mitte der 1940er Jahre von dem Industriedesigner Brooks Stevens entworfen. Willys stellte selbst keine eigenen Karosserien her und hatte wenig Geld, so entwarf Brooks eine Karosserie, die von Blechverarbeitern gebaut werden konnten, die normalerweise Teile für Haushaltsgeräte herstellten. Dadurch war die Ziehtiefe der Blechteile auf 6 Zoll (152 mm) begrenzt. Obwohl die Front dem des CJ-2A optisch sehr ähnlich ist, teilt der Station Wagon mit ihm keine Blechteile.
Er besteht aus einer selbsttragenden Ganzstahlkarosserie mit bis zu sieben Sitzplätzen. Durch farblich abgesetzte Flächen und Rahmen sieht er wie ein sogenannter „Woodie“, also ein Fahrzeug mit Holzseitenteilen, aus. Die Stahlkarosserie war effizient in der Produktion, einfacher zu warten und sicherer als die der damaligen „Woodie“-Kombis mit Holzkarosserie. Während der ersten zwei Jahre der Produktion des Station Wagon war der einzige andere Hersteller in den Vereinigten Staaten mit einem Kombi in dieser Preisklasse Crosley, der 1947 einen Ganzstahl-Kombi einführte.
Der Jeep Wagon war das erste Willys-Produkt mit Einzelradaufhängung vorne. Willys' Chefingenieur Barney Roos entwickelte ein System mit einer querliegenden siebenlagigen Blattfeder unten und je einem Dreiecksquerlenker oben, die gemeinsam die Achsschenkel führten. Das System, von Willys „Planadyne“ genannt, ähnelte im Konzept der „planaren“ Aufhängung, die Roos Mitte der 1930er Jahre für Studebaker entwickelt hatte.
Anfangs war der Station Wagon das Modell 447, das vom bekannten Willys Go Devil-Motor L-134, einem seitengesteuerten Reihenvierzylinder mit 2199 cm3 (134,2 in3) mit 63 brutto SAE-HP bei 4000 min−1 und einem Carter-Vergaser angetrieben wird. Der Motor hat eine Bohrung von 79,4 mm und einem Hub von 111,1 mm, seine Verdichtung beträgt 6,5 : 1, die Zündfolge ist 1-3-4-2. Das maximale Drehmoment beträgt 142 Nm (105 lbf·ft) bei 2000 min−1. Er erreicht eine Höchstgeschwindigkeit von 104 km/h. Es wird ein 3-Gang-Handschaltgetriebe mit Overdrive und ein Untersetzungsgetriebe verwendet. Im Erscheinungsjahr wurden von Juli bis Dezember noch 6533 Fahrzeuge produziert und zu einem Preis von 1495 USD verkauft.
1947 stieg der Absatz auf 33.214 Fahrzeuge. Der Station Wagon (Länge 4420 mm) wurde zum Modell 463, parallel wurde das größere Modell 663 als Station Sedan (Länge 4465 mm) im Januar 1948 eingeführt. Er ist mit dem seitengesteuerten Reihensechszylindermotor Willys Lightning L-148 mit 2434 cm3 (148,5 in3) motorisiert, der 72 SAE-HP leistet.

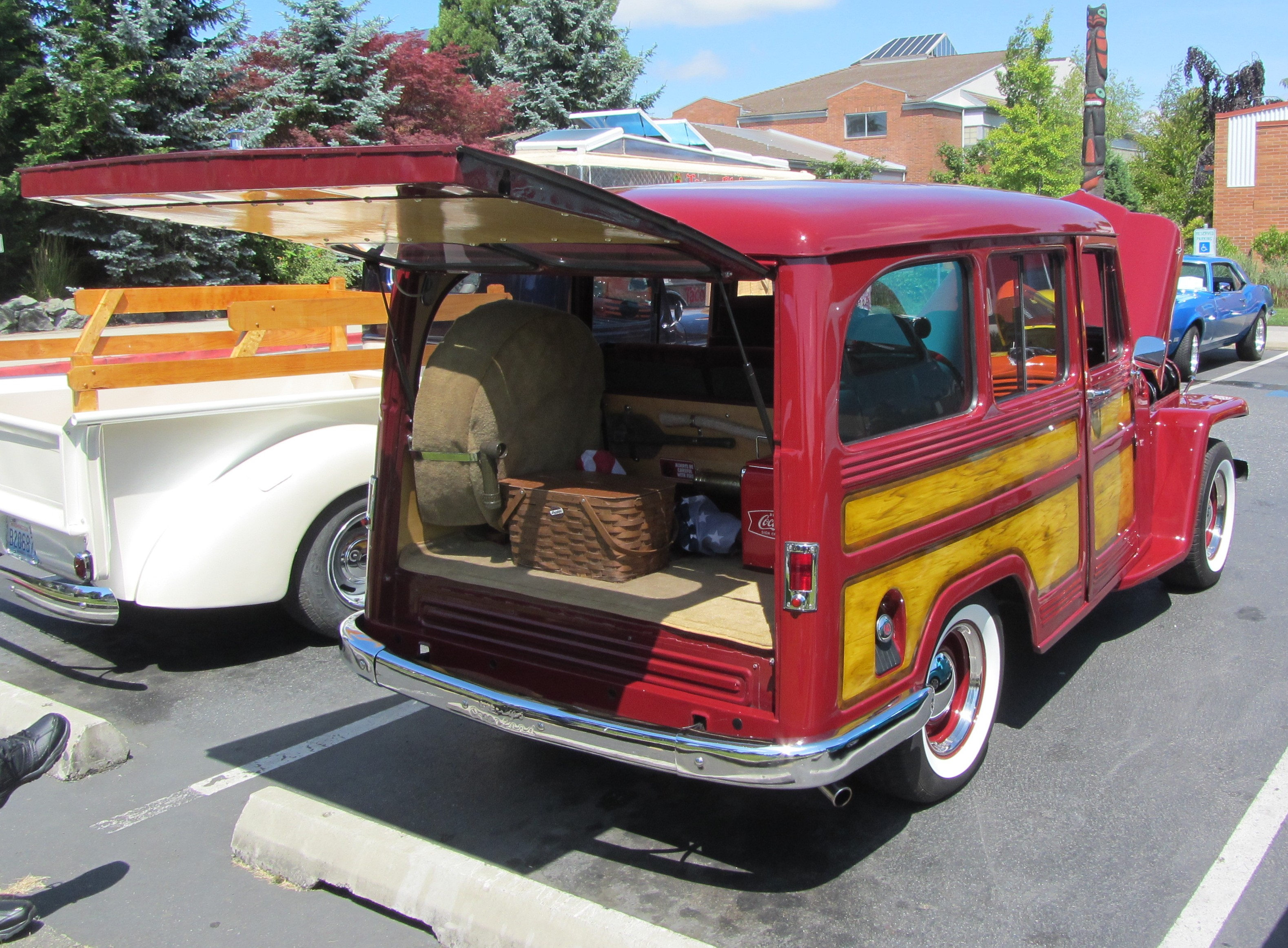
Einteilige offene Heckklappe

Von beiden Modellen wurden 1948 insgesamt 22.309 Fahrzeuge gebaut.
1949 konnte wahlweise ein Vierradantrieb mit den Vierzylindermotoren bestellt werden. An den Fahrzeugen änderte sich nichts Wesentliches. Für einige Zeit nach der Einführung eines Allradantriebs 1949 wurde der 2WD als „Station Wagon“ verkauft, während der 4WD als „Utility Wagon“ vermarktet wurde. Der 4WD Willys Jeep Wagon wird oft als das erste serienmäßige Sport Utility Vehicle angesehen.
1950 gab es eine Reihe von Veränderungen. Der flache Kühlergrill wurde durch eine Version in V-Form mit fünf horizontalen Stäben, die die vertikalen kreuzten, ersetzt. Bedingt durch neue Motoren im April 1950 wurde die Modellhierarchie angepasst. Aus dem 463 wurde das Modell 473, welches den neuen Willys Hurricane-Motor F-134 bekam und das Modell 663 wurde zum 673, welches eine 2638 cm3 (161 in3) Version des Lightning-Sechszylinders hat. Der F-134 hat weiterhin die 2199 cm3 (134,2 in3) Hubraum aber mit 72 brutto SAE-HP bei 4000 min−1 und einer Verdichtung die von ehemals 6,48 : 1 auf 7,4 : 1 erhöht wurde. Der neue 6-Zylinder-Reihenmotor leistet 75 SAE-HP bei ebenfalls 4000 min−1. Das Armaturenbrett erhielt eine neue zentrale Instrumenteneinheit, der zweite Scheibenwischer war beim 6-Zylinder Serie beim 4-Zylinder konnte dieser als Extra bestellt werden. Als weitere große Veränderung in diesem Jahr wurde der neue Limousinen-Lieferwagen der Modellpalette hinzugefügt. Im Jahr 1950 baute Willys mit 32.218 Fahrzeugen ca. 21 % aller in den USA hergestellten Station Wagon. Das 1951 Modell war das gleiche wie das im April eingeführte Modelljahr. Es gab nur Änderungen am 6-Zylinder, welcher bei gleichbleibender Leistung eine Verdichtung von 6,9 : 1 hatte. Es wurden 25.316 Fahrzeuge produziert.
Im April 1952 fiel der seitengesteuerte 6-Zylinder-Lightning-Motor der Modell-Serie 673 zu Gunsten des Willys Hurricane F-161 weg, der ebenfalls im Modell 685 eingebaut wurde. Weiterhin wurde das Modell 475 eingeführt, welches das 473 ablöste. Der 6-Zylinder leistet 90 SAE-HP bei 4200 min−1. Der 473 hatte ab April 1952 einen Einstiegspreis von 1705 USD mit Allradantrieb waren 2134 USD fällig. Um den 6-Zylinder fahren zu können, musste der Käufer 1786 USD zahlen, mit Allradantrieb war der 6-Zylinder immer noch nicht verfügbar.
Das Modelljahr 1954 war das erste unter dem neuen Eigentümer Kaiser. Der 6-226 Super-Hurricane-Motor, ein seitengesteuerter Reihensechszylinder mit 3707 cm3 (226,2 in3) und 115 SAE-HP bei 3650 min−1, wurde eingeführt. Dies war eine Version der Kaiser Supersonic / Continental-Red-Seal-Motors. Durch den Eigentümerwechsel begründet, hießen die Modelle nun nicht mehr Willys Station Wagon, sondern nutzen nun zusätzlich den Markennamen „Jeep“.
1955 kam eine Reihe neuer Modelle dazu. Die Baureihe 6-226 bekam ein Modell mit nacktem Fahrgestell, eines nur mit Vorbau, eines mit Vorbau und Windschutzscheibe und einen Krankenwagen. Die Baureihe 475 gab es nur mit Vorbau und Windschutzscheibe.

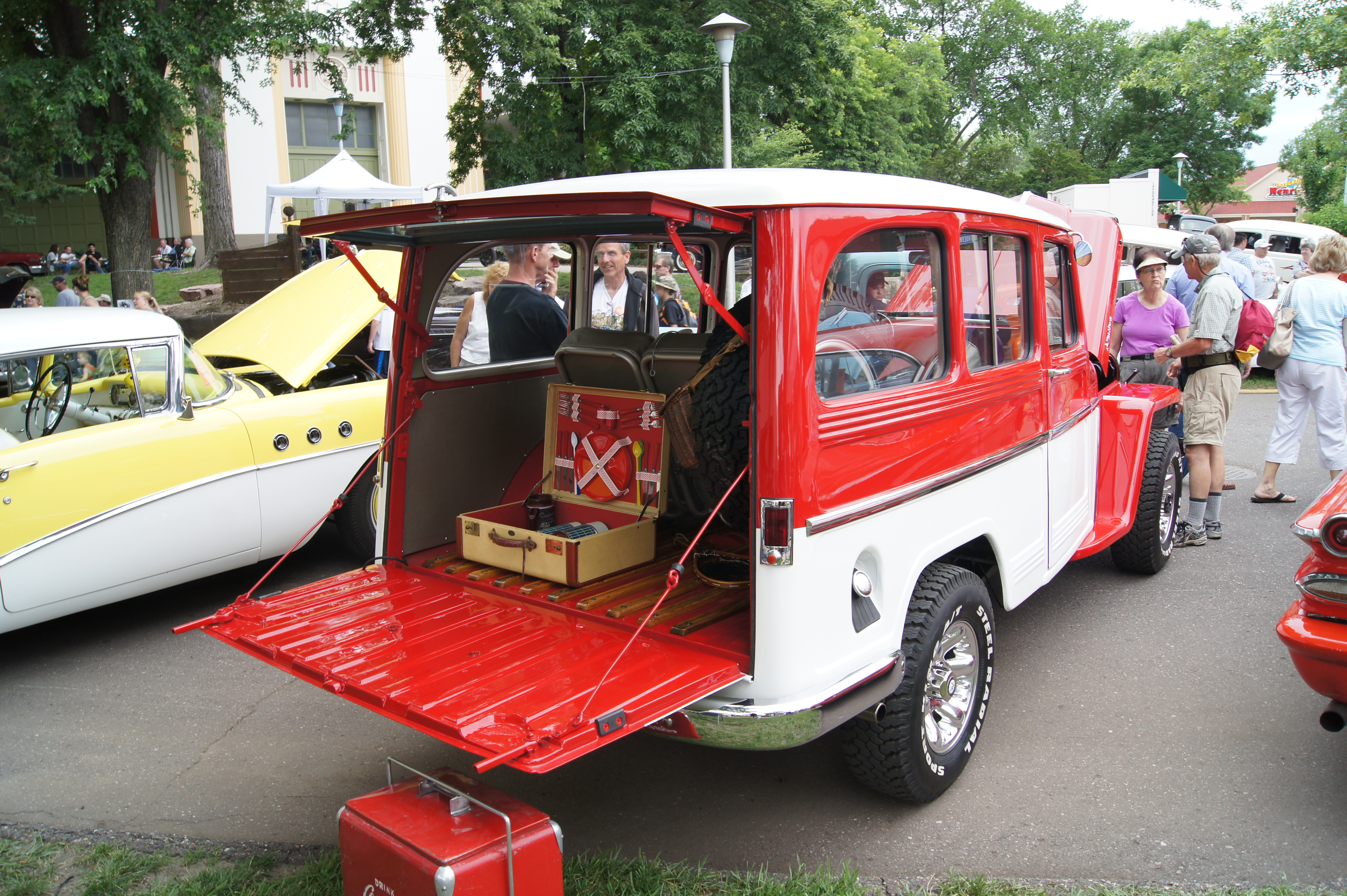
1962 mit geteilter Heckklappe

1958 wurde das neue Maverick-Modell eingeführt, eine vergleichsweise luxuriöse Version des Wagon mit Hinterradantrieb. Man konnte es wahlweise mit Vier- oder Sechszylindermotor bestellen. 1959 erhielten die 4X2 Wagon Modelle eine einteilige Windschutzscheibe, erst ein Jahr später folgten die allradgetriebenen Wagons.
Im Jahr 1963 verschwand der Namensteil „Willys“, der Markenname „Jeep“ wurde nun vorangestellt.
Der Jeep Tornado-Motor 6-230 mit obenliegender Nockenwelle wurde Mitte 1962 eingeführt und ersetzte den seitengesteuerten Motor.
1965 wurde die Fertigung eingestellt. Nachfolger war der Jeep Wagoneer. Vom Wagon entstanden über 300.000 Exemplare in allen Variationen.

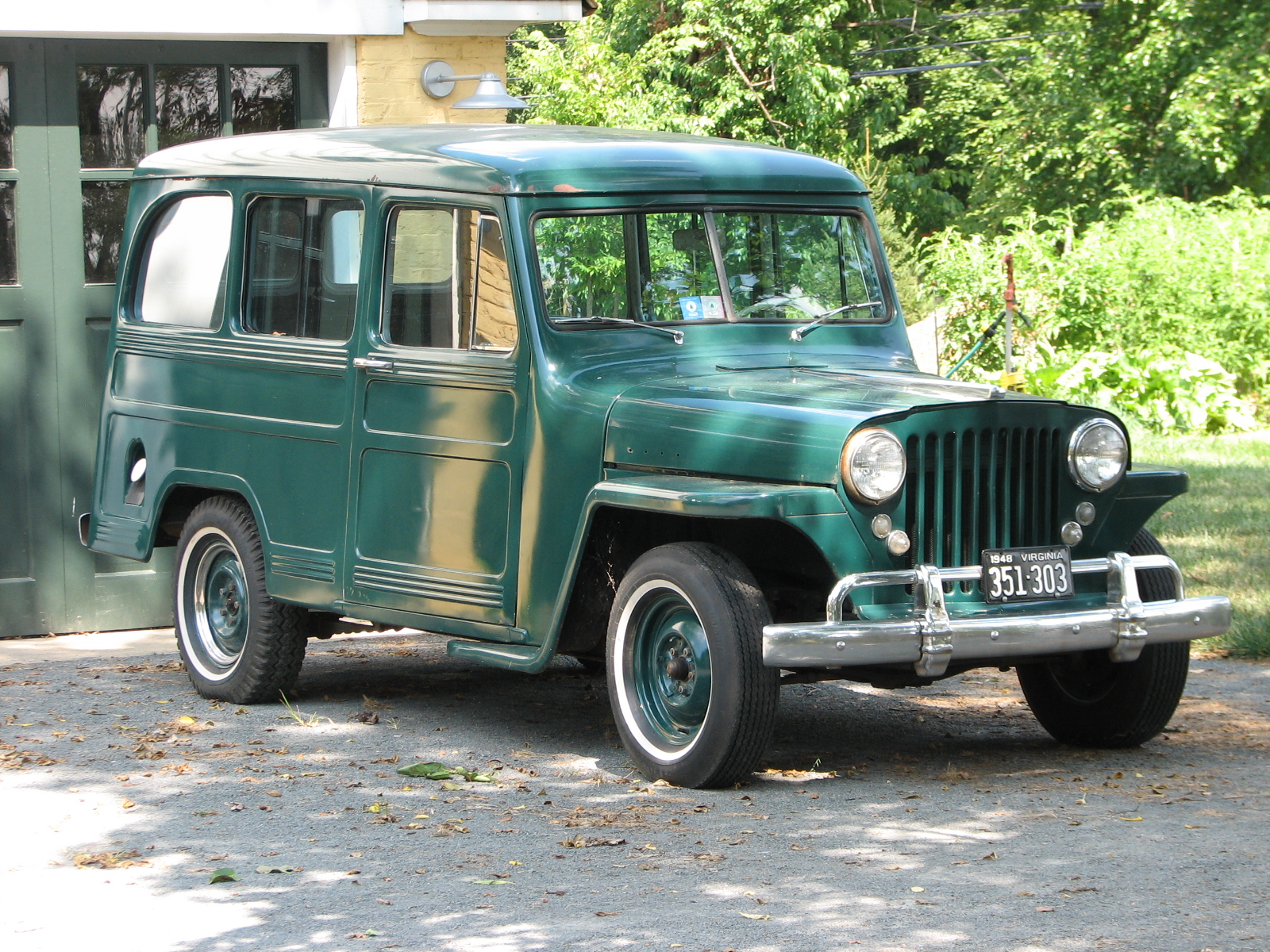
1948 Willys Station Wagon

## Motoren
- 1946–50 Willys Go Devil-Motor L4-134
- 1948–50 Willys Lightning-Motor L6-148
- 1950–65 Willys Hurricane-Motor F4-134
- 1950–51 Willys Lightning-Motor L6-161
- 1952–54 Willys Hurricane-Motor F6-161
- 1954–62 Continental Super Hurricane-Motor L6-226
- 1962–65 Jeep Tornado-Motor 6-230[6]